# La Jolie Fermière
Pour plus de détails, voir Fiche technique et Distribution.
La Jolie Fermière ou La Vallée Heureuse (Summer Stock) est un film musical américain réalisé par Charles Walters, sorti en 1950. C'est le dernier film de Judy Garland à la MGM.

## Synopsis
Jane, une jolie fermière, se démène pour gérer une ferme. Après le départ de ses deux ouvriers agricoles, elle se voit obligée d'acheter un tracteur dans le magasin des Wingait. Orville, le fils du propriétaire, est le fiancé de Jane depuis quatre ans. C'est alors que la sœur de Jane, Abigail, arrive à la ferme avec une troupe de comédiens. Ces derniers recherchent un endroit pour répéter un spectacle, et Abigail les a invités à la ferme de sa sœur sans prévenir cette dernière.

## Fiche technique
- Titre : La Jolie Fermière ou La Vallée Heureuse
- Titre original : Summer Stock
- Réalisation : Charles Walters
- Scénario : George Wells et Sy Gomberg d'après une histoire de Sy Gomberg
- Production: Joe Pasternak
- Société de production : M.G.M.
- Musique : Johnny Green
- Direction musicale : Saul Chaplin et Johnny Green
- Chorégraphie : Nick Castle
- Photographie : Robert H. Planck
- Montage : Albert Akst
- Costumes : Walter Plunkett et Helen Rose pour Gloria DeHaven
- Décors : Cedric Gibbons et Jack Martin Smith
- Pays de production : États-Unis
- Langue : anglais
- Format : Couleur - Technicolor - Son : Mono (Western Electric Sound System)
- Genre : film musical et romance
- Durée : 108 minutes
- Date de sortie :
  - États-Unis : 31 août 1950 (New York)
  - France : 27 février 1952

## Distribution
- Judy Garland : Jane Falbury
- Gene Kelly : Joe D. Ross
- Eddie Bracken : Orville Wingait
- Gloria DeHaven : Abigail Falbury
- Marjorie Main : Esme
- Phil Silvers : Herb Blake
- Ray Collins : Jasper G. Wingait
- Nita Bieber (en) : Sarah Higgins
- Carleton Carpenter : Artie
- Hans Conried : Harrison Keath
- Paul E. Burns : Frank
- Almira Sessions : Constance Fliggerton

## Numéros musicaux
1. If You Feel Like Singing, Sing – Judy Garland
2. (Howdy Neighbor) Happy Harvest – Gene Kelly, Garland, Phil Silvers et membres de la compagnie
3. Dig-Dig-Dig Dig For Your Dinner – Kelly
4. Mem'ry Island – Gloria DeHaven et Hans Conried (doublé par Pete Roberts)
5. Portland Fancy – membres de la compagnie, Kelly et Garland
6. You, Wonderful You – Kelly et Garland
7. Friendly Star – Garland
8. You, Wonderful You  – Kelly
9. All for You (Chaplin) – Kelly et Garland
10. You, Wonderful You (Reprise) – Kelly et Garland
11. Heavenly Music (Chaplin) – Kelly, Silvers et chiens
12. Get Happy – Garland et chœur
13. (Howdy Neighbor) Happy Harvest (final) – Kelly, Garland, Silvers et membres de la compagnie

## Production
Le tournage dure six mois après bien des retards dus aux absences et aux crises de nerfs de Judy Garland. Le producteur Joe Pasternak et le réalisateur Charles Walters décident, le film terminé, d'ajouter un numéro musical et de la faire revenir. Après avoir cherché l'aide d'un hypnotiseur à Santa Barbara et perdu 9 kilos, Judy Garland revient deux mois après la fin du tournage pour tourner Get happy pour laquelle elle n'a eu besoin que de quelques prises. Ce numéro, dans lequel Judy Garland porte une veste de smoking, un fédora noir et des bas en nylon noir, est la scène la plus célèbre du film. Pour le critique du New York Times Bosley Crowther: Dans Get Happy, en termes de beauté et de performance, Miss Garland est à son meilleur.",
L'autre séquence marquante est celle où Gene Kelly danse seul dans la grange sombre, utilisant un journal et une planche qui craque. Le numéro « s'avère un des numéros les plus brillants » de sa carrière.